# Tunneltraverse

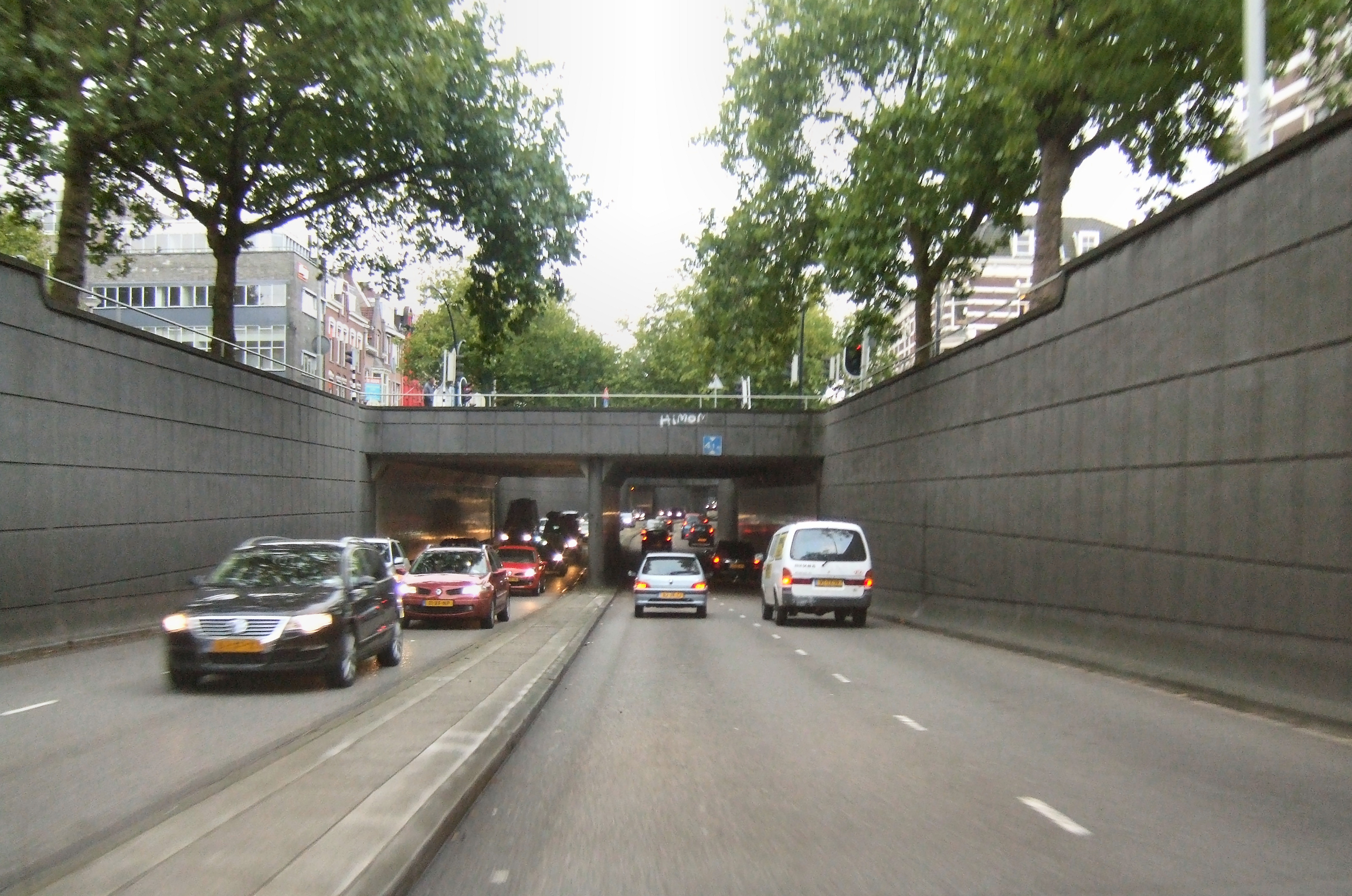
De tunneltraverse ter hoogte van de Mathenesserlaan

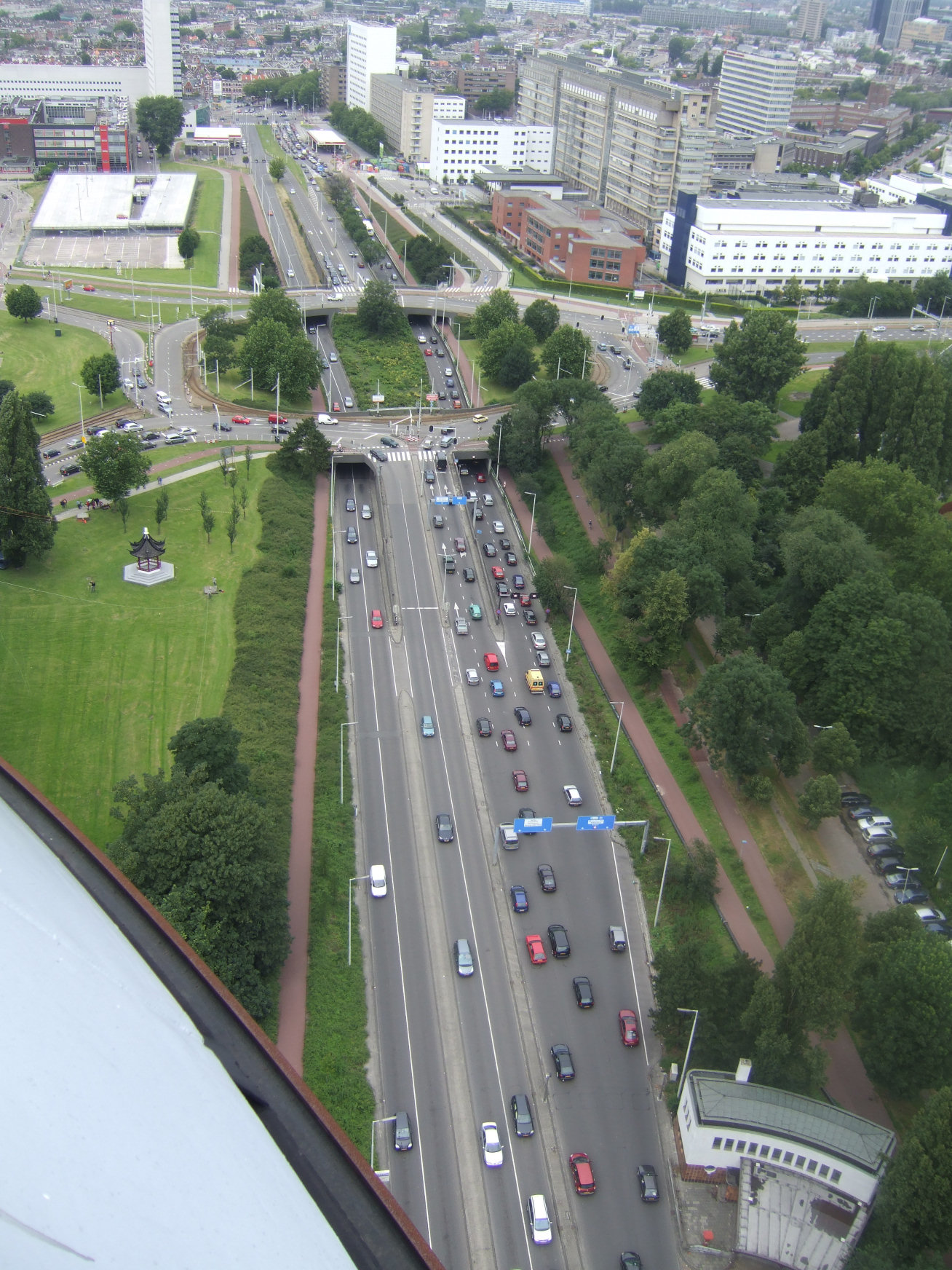
Tunneltraverse bij de Euromast

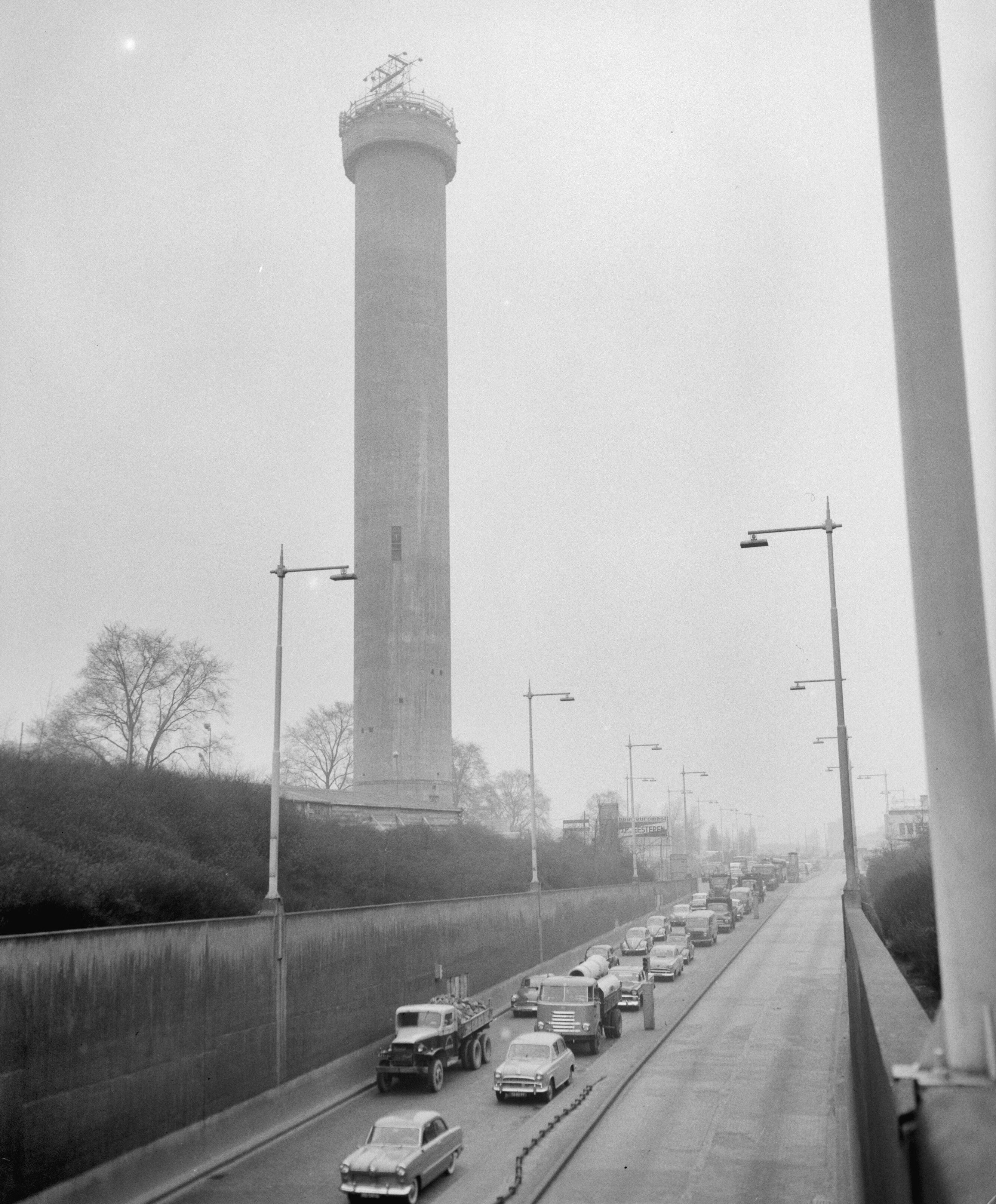
De tunneltraverse in 1959 tijdens de bouw van de Euromast.

De Tunneltraverse in Rotterdam is de oudste stadsautoweg van Nederland en vormt mede de verbinding van het Kleinpolderplein via de Maastunnel naar Rijksweg 16 in IJsselmonde.
De Tunneltraverse is in de jaren dertig en veertig aangelegd in combinatie met de bouw van de Maastunnel. Tot de opening van de Van Brienenoordbrug in 1965 en de verbinding tussen de A13 en de A16 via het Terbregseplein in 1973 was de Tunneltraverse de belangrijkste interlokale verbinding tussen noord en zuid en werd ook gebruikt voor doorgaand verkeer van buiten Rotterdam. De tunneltraverse is bedoeld voor lokaal stadsverkeer. Vanaf het Zuidplein wordt het verkeer richting het zuidelijk gelegen Knooppunt Vaanplein geleid en niet meer naar de in het oosten liggende A16.

## Tracé
De Tunneltraverse loopt (in de richting noord-zuid) vanaf het Kleinpolderplein gelijkvloers via de Stadhoudersweg en de Statenweg naar de Statentunnel (onder het emplacement van het Centraal Station). Vanaf de Statentunnel gaat het verkeer via een open tunnelbak in de Henegouwerlaan onder de Beukelsdijk door naar een gelijkvloerse kruising met de 1e Middellandstraat. Vandaar gaat het verkeer door een open tunnelbak in de 's-Gravendijkwal onder de Mathenesserlaan en de Nieuwe Binnenweg door naar een gelijkvloerse kruising met de Rochussenstraat.
Vanaf de Rochussenstraat loopt de Tunneltraverse onder het Droogleever Fortuynplein (kruising met Westzeedijk) door naar de Maastunnel.
In Rotterdam-Zuid volgt een tunnel onder het Maastunnelplein, waarna het tracé gelijkvloers de Pleinweg, het Zuidplein en de Strevelsweg volgt. De kruising met de Groene Hilledijk is ongelijkvloers. Hierna gaat het tracé gelijkvloers verder tot aan het Marathonviaduct over de spoorlijn Rotterdam – Dordrecht. Via de Coen Moulijnweg langs het Stadion Feijenoord en de Stadionweg wordt de A16 bereikt.
Het gedeelte tussen het Bentinckplein in Blijdorp en het Maastunnelplein in Charlois heeft sinds 2012 de status van rijksmonument.
Vrijwel de gehele Tunneltraverse is uitgevoerd met in beide richtingen twee rijstroken. Er geldt de normale maximumsnelheid van 50 kilometer per uur voor verkeer in de bebouwde kom. Het traject Strevelsweg-Bree is een woonstraat geworden met een middenberm en parkeervakken.

## Stadsroutes
Sinds de invoering van stadsroutes in Rotterdam vanaf 2010 wordt de Tunneltraverse bewegwijzerd als achtereenvolgens S113 (Stadhoudersweg en Statenweg), S100 ('s-Gravendijkwal), S103 (van het Droogleever Fortuynplein tot Zuidplein), S125 (van Zuidplein tot het Stadion Feijenoord) en S106 (het laatste stuk over de John F. Kennedylaan).